# ماری کلود نداف
ماری کلود نَدّاف (انگلیسی: Marie Claude Naddaf) راهبه اهل سوریه است. در سال ۱۹۹۴ او به عنوان راهبه ارشد در دمشق معرفی شد و در سال ۱۹۹۶ اولین پناهگاه را برای قربانیان قاچاق انسان و خشونت خانگی تأسیس کرد. او همچنین نخستین خط تلفن دولتی سوریه را به پناهگاه اضطراری برای زنان متصل بود.
وی همچنین برندهٔ جوایزی همچون جایزه بین‌المللی زنان شجاع شده‌است.